# Salta (biljni rod)
Salta, monotipski rod iz porodice dvornikovki (Polygonaceae). Jedina vrsta je S. triflora, grm ili drvo rašireno po tropskoj Americi: južni Brazil, Bolivija, Paragvaj i Argentina.
Rod je službeno opisan 2011. kao monotipičan, 

## Sinonimi
- Magonia triflora (Griseb.) Kuntze; Revis. Gen. Pl. 2: 553 (1891)
- Ruprechtia triflora Griseb.; Abh. Königl. Ges. Wiss. Göttingen 24: 89 (1879)
- Ruprechtia triflora var. guaranitica Chodat & Hassl.; Bull. Herb. Boiss. ser. 2, 3: 393 (1903)
- Triplaris triflora (Griseb.) Kuntze; Revis. Gen. Pl. 3(2): 271 (1898)